# Franz Xaver Steindl
Pour les articles homonymes, voir Steindl.
Franz Xaver Steindl (né le 3 mai 1858 à Irnsing et mort le 10 février 1931 à Neustadt an der Donau) est propriétaire d'une brasserie, maire et député du Reichstag.

## Biographie
Steindl étudie à l'école élémentaire d'Irnsing et de 1869 à 1871 à l'école de métiers de Ratisbonne. En 1890, il reprend la propriété de son père à Irnsing. Il est un représentant des pompiers du district depuis 1890 et, à partir de 1896, membre du comité des pompiers du district de Basse-Bavière. Il est titulaire de la Croix du Mérite des pompiers de Bavière (de) et du badge d'honneur pour 25 ans de service dans les services d'incendie.
Depuis 1891, il est membre du conseil du district d'Abensberg et depuis 1894 membre du comité de celui-ci. En 1896, il est élu maire de la commune d'Irnsing, poste qu'il occupe pendant 15 ans. Il esté membre de la Chambre des députés bavaroise de 1897 à 1907 et de 1907 à 1918, il est député du Reichstag pour la 6e circonscription de Basse-Bavière (Kelheim, Rottenburg (de), Mallersdorf (de)) avec le Zentrum.